# Kleiner Kröppenbach
Der Kleine Kröppenbach ist ein knapp einen Kilometer langer Bach auf dem Gebiet der Ortsgemeinde Lemberg im rheinland-pfälzischen Landkreis Südwestpfalz und er ist ein linker Zufluss des Salzbachs im Südwestlichen Pfälzerwald.

## Geographie

### Verlauf
Der Kleine Kröppenbach entspringt auf einer Höhe von etwa 370 m ü. NHN nördlich der Hohen List mitten im Wald. 
Er fließt in nordöstlicher Richtung durch einen Erlensumpfwald und mündet schließlich östlich des Neuhüttenecks auf einer Höhe von etwa 288 m ü. NHN von links in den dort auch Kröppenbach genannten oberen Salzbach.
Der etwa 850 m lange Lauf des Kleinen Kröppenbachs endet ungefähr 81 Höhenmeter unterhalb seiner Quelle, er hat somit ein mittleres Sohlgefälle von etwa 95 ‰.

### Einzugsgebiet
Das 43 ha große Einzugsgebiet des Kleinen Kröppenbachs liegt im Südwestlichen Pfälzerwald und wird durch ihn über den Salzbach, die Lauter und den Rhein zur Nordsee entwässert.
Es grenzt
- im Osten an das Einzugsgebiet des Unteren Kröppenbachs, der in den Salzbach mündet;
- im Süden an das des Steinigen Bachs, der über die Sauer in den Rhein entwässert und
- im Südwesten und Westen an das des Großen Kröppenbachs, der in den Salzbach mündet.

Das gesamte Einzugsgebiet ist bewaldet und die höchste Erhebung ist die Hohe List mit einer Höhe von 475,8 m im Süden des Einzugsgebiets.

## Natur und Umwelt
Das Bachtal ist ein artenreiches und gesetzlich geschütztes Biotop:
- In Baum- bzw. Strauchschicht wachsen Schwarzerlen, Moorbirken, Ohrweiden, Faulbäume  und Fichten sowie Wald- und Weymouthskiefern und
- in der Krautschicht gedeihen das Pfeifengras, das Sumpfveilchen, die Winkelsegge, die Rasen-Schmiele, die Flatterbinse, der Große Dornfarn, der Frauenfarn, der Wasserfenchel, die Sumpfkratzdistel, der Waldsauerklee und das Sumpflabkraut.[3]